# Franc Ksaver Meško
Franc Ksaver Meško, slovenački rimokatolički sveštenik, pesnik i pisac, rođen 28. novembra 1874. godine, Gornji Ključarovci kod Ormoža, za vreme Austrougarske, a umro je 11. januara 1964. godine u Slovenj Gradecu, SFR Jugoslavija.
Ksaver Meško je studirao bogosloviju, te bio kapelan i župnik u različitim mestima u Koruškoj. Veći deo svog života je proživeo kao župnik u Selama kod Slovenj Gradeca.
Meško je pisao pesme, priče, romane, novele, crtice, drame i omladinske pripovetke. Pored lirike i drame, pisao je i prozu. Svoje mesto u slovenačkoj književnosti je pridobio pre svega i najviše zbog pisanja proze.
U njegovom radu preovladava katoličko-hrišćanski pogled na svet sa jakim narodnosnim naglascima. Slogovno je na njega uticao Ivan Cankar.

## Dela
Pripovedna:
- Kam plovemo, - Tiskovna zadruga, Ljubljana, 1927.,
- Na Poljani, - Slovenska Matica, Ljubljana, 1907.,
- Ob tihih večerih, - I. Kleinmayr & F. Bamberg, Ljubljana, 1904.,
- Mir božji, - I. Kleinmayr & F. Bamberg, Ljubljana, 1906.

Drama:
- Mati, - Katoliška bukvarna, Ljubljana, 1914.

Omladinska:
- Mladim srcem, šest svezaka, Družba sv. Mohorja / Mohorjeva družba, Celje / Prevalje / Celovec, 1911, 1914, 1922, 1940, 1951, 1964.
- Legende o sv. Frančišku, Mohorjeva družba, Celje 1975. Objavljeno prvi puta u Dom in svet 1917 in 1919; zatim Družba sv. Mohorja, Gorica 1927; naredne godine Maribor 1928.

### Dela hronološki
- Slike in povesti (1898.)
- Ob tihih večerih (1904.)
- Mir božji (1906.)
- Na Poljani (1907.)
- Na smrt obsojeni? (Drama u tri čina) (1908.)
- Črna smrt (1911.)
- Mladim srcem I (1911.)
- Mladim srcem II (1914.)
- Povesti in slike (1914.)
- Mati (Drama u tri čina) (1914.)
- Dve sliki (1916.)
- Njiva (1916.)
- Slike (1918.)
- Mladim srcem III (1922.)
- Volk spokornik in druge povesti za mladino (1922.)
- Naše življenje (1922.)
- Listki (1924.)
- Našim malim (1925.)
- Mladini (1927.)
- Legende o svetem Frančišku (1927.)
- Kam ploveme (1927.)
- Črtice (1931.)
- Henrik, gobavi vitez (Igra u četiri čina) (1934.)
- Pasijon (Pasijon u sedam otajstva i u tri čina) (1936.)
- Pri Hrastovih. (Drama u tri čina) (1939.)
- Mladim srcem IV (1940.)
- Dela 1 (1940.)
- Pridige (1944.)
- Iz srca in sveta (1945.)
- Novele (1946.)
- Romance in povesti (1948.)
- V koroških gorah. Novele (1950.)
- Požgana Radovna in druge zgodbe (1950.)
- Mladim srcem V (1951.)
- Izbrano delo I-VI (1954-1960.)
- V kresni noči (1957.)
- Poljančev Cencek in druge zgodbe za mladino (1957.)
- Duhovnik s svojim Bogom (1960.)
- Mladim srcem VI (1964.)

## Odlikovanja
Crkvena vlast ga je odlikovala sa više odlikovanja: duhovni savetnik (1924), monsinjor (papa Pije XI ga je imenovao 1934.)  dekan "Starog trga" (1933 - 1962.), počasni kanonik mariborske biskupije (1948).
Državna vlast je takođe odlikovala pisca Meška.
Godine 1924. je slovenjgradecko gradsko veće proglasilo Ksavera Meška za počasnog meštana grada Slovenj Gradeca, gradska čitaonica pak za počasnog člana. U Slovenj Gradecu su godine 1930. preimenovali Crkvenu ulicu u Meškovu ulicu. Gradska biblioteka je godine 1974. dodala još njegovo ime: Biblioteka Ksaverja Meška Slovenj Gradec. Godine 1984. je vajar Rade Nikolić izradio Meškov poprsni kip. Portret su prilikom 120-godišnjice njegovog rođenja i 30-godišnjice smrti postavili ispred Špitalske crkve Svetoga Duha u Slovenj Gradecu.

## Spoljašnje veze
- Meškova beseda in beseda o Mešku – biografija (na slovenačkom)